# Dushkot
Dushkot (in aleutino Duxsxan) è un'isola del gruppo delle Fox nell'arcipelago delle Aleutine orientali e appartiene all'Alaska. Si trova nella grande baia nord-orientale di Unalaska, la Beaver Inlet. Il suo nome è stato pubblicato nel 1826 dal capitano Teben'kov.